# Uroš Stanko
Uroš Stanko, slovenski hokejist na travi, * 8. maj 1987, Murska Sobota. 
Največje uspehe dosega z matičnim klubom HK Lipovci, kjer igra na poziciji veznega igralca občasno pa tudi na poziciji srednjega napadalca. 

## Igralska kariera
Ob obeh dejstvih, da je hokej na travi prvi šport v Lipovcih in da se je z njim ukvarjal tudi njegov starejši brat Boštjan Stanko, je bila izbira športa več kot pričakovana. Uroš Stanko je tako kmalu postal eden izmed najboljših posameznikov sicer zelo uspešne generacije, letnika 1987 in 1988 iz katere sta se poleg njega tudi Martin Mesarič in Dominik Mesarič že v spomladanskem delu sezone 2002/2003 prebila v člansko moštvo. Že naslednjo sezono je postal tudi nepogrešljiv član prve enajsterice kluba in uspešno nastopil na svojem prvem evropskem klubskem prvenstvu skupine C v Belorusiji, kjer je s klubom osvojil naslov prvaka in uvrstitev v skupino B. V tem obdobju pa ga je občina Beltinci razglasila tudi za perspekltivnega športnika občine.
Vsa leta igranja za HK Lipovci je eden izmed ključnih igralcev sredine igrišča in mu gredo velike zasluge za uspešne rezultate kluba v zadnjem desetletju. Kot igralca ga odlikujeta predvsem izredna tehnična podkovanost in borbenost, zelo dobro se znajde tudi v dvoranskem hokeju, kjer je bil med drugim v sezoni 2006/2007 proglašen za najboljšega igralca državnega dvoranskega prvenstva, hkrati pa je s 15 zadetki postal tudi najboljši strelec za to sezono. Za HK Lipovci je na evropskih klubskih tekmovanjih v hokeju na travi dosegel 14 zadetkov, na evropskih klubskih prvenstvih v dvoranskem hokeju pa 23 zadetkov.  
S HK Lipovci je do julija 2017 osvojil:
- 15 naslovov državnega prvaka
- 7 naslovov pokalnega prvaka
- 11 naslovov dvoranskega prvaka
- 7 naslovov prvaka Interlige
- 2 naslova evropskega klubskega prvaka skupine C
- 2 naslova evropskega klubskega prvaka skupine Challenge II
- 2 naslova evropskega klubskega prvaka skupine Challenge III
- 2 naslova evropskega klubskega dvoranskega prvaka skupine Challenge II
- 1 naslov prvaka dvoranske Interlige

Kot šestnajst letinik je septembra leta 2003 na Panonskem pokalu v Bratislavi, debitiral v dresu z državnim grbom. Na svoj prvi zadetek, v reprezentančnem dresu, je moral počakati do leta 2005 in Panonskega pokala v Zagrebu, kjer se je ob zmagi proti Madžarski s 7:1 vpisal med strelce. Vrhunec v dresu reprezentance je dosegel leta 2007, ko je Slovenija osvojila evropsko prvenstvo skupine Challenge II. Za reprezentanco je nastopil 25 krat in dosegel 8 zadetkov.